# Джеймс Л. Паттон
Джеймс Л. Паттон (англ. James L. Patton; нар. 21 червня 1941 в м.Сент-Люїс)  — американський антрополог і зоолог.

## Освіта
У 1963 отримав ступінь бакалавра (з відзнакою, за спеціальністю "антропологія") Університету Аризони. У 1965 отримав ступінь магістра (за спеціальністю "зоологія) Університету Аризони. У 1969 отримав ступінь доктора філософії Університету Аризони.

## Професійний досвід
Асистент викладача, Університет Аризони, 1963–1965 роки. Старший співробітник-викладач, Університет Аризони, 1965–1966 роки. Доцент і помічник куратора, кафедри зоології та Музею зоології хребетних, Каліфорнійський університет, Берклі, 1969–1974 роки. Ад'юнкт-професор і заступник куратора, кафедри зоології та Музею зоології хребетних, Каліфорнійський університет, Берклі, 1974–1979. Професор і куратор кафедри зоології (в даний час інтегративної біології) та Музею зоології хребетних, Каліфорнійський університет, Берклі, 1979–понині. Заступник директора Музею зоології хребетних, Каліфорнійський університет, Берклі, 1982–1998. Виконуюч обов'язків директора Музею зоології хребетних, Каліфорнійський університет, Берклі, 1988–1989, 1992, 1996, 1998–понині. Науковий співробітник Департаменту маммології Американського музею природної історії, Нью-Йорк, 1983–понині.

## Деякі публікації
- Patton, J.L., and L.H. Emmons A review of the genus Isothrix (Rodentia: Echimyidae). Amer. Mus. Novitates, 1985, No. 2817, pp. 14
- Patton J.L. Population structure and the genetics of speciation in pocket gophers, genus Thomomys. Acta Zool. Fennica, 1985, 170:109–114.
- Patton J.L. The species groups of spiny rats, genus Proechimys (Rodentia: Echimyidae). pp. 305–345, in, Studies in Neotropical Mammalogy: Essays in honor of Philip Hershkovitz (B.D. Patterson and R.M. Timm, eds.). Fieldiana: Zoology, new ser., 1987, No. 39.
- Myers, P., and J.L. Patton A new species of Akodon from the cloud forests of eastern Cochabamba Department, Bolivia (Rodentia: Sigmodontinae). Occas. Papers Mus. Zool., Univ. Mich., 1989-б No. 720:1–28.
- Patton, J.L., and O.A. Reig Genetic differentiation among echimyid rodents, with emphasis on spiny rats, genus Proechimys. pp. 75–96, in Advances in Neotropical Mammalogy (J.F. Eisenberg and K.H. Redford, eds.). The Sandhill Crane Press, 1989
- Myers, P., J.L. Patton, and M.F. Smith A review of the boliviensis group of Akodon (Muridae: Sigmodontinae), with emphasis on Peru and Bolivia. Misc. Publ. Mus. Zool., Univ. Mich., 1990, 177:1–104.
- da Silva, M.N.F., and J.L. Patton Molecular phylogeography and the evolution and conversvation of Amazonian mammals. Molecular Ecology, 1998, 7:475–486.
- Moritz, C., C. Schneider, T.B. Smith, and J.L. Patton Tropical rainforest diversity: perspectives from molecular systematics, populations genetics, and paleoecology. Ann. Rev. Ecol. Syst., 1999
- Lara, M.C., and J.L. Patton Molecular phylogeography and systematics of spiny rats of the Atlantic Forest of Brazil (genus Trinomys). Zool. J. Linnean Soc.